# دوازده صندلی (فیلم ۱۹۷۱)
دوازده صندلی (روسی: 12 стульев) یک فیلم کمدی به کارگردانی لئونید گائدای محصول سال ۱۹۷۱ سینمای شوروی است که بر پایهٔ رمانی به همین نام اثر ایلف و پتروف ساخته شد.
این فیلم بر اساس رمانی روسی ساخته شده است. رمان روسی با همین عنوان «دوازده صندلی»، تاکنون بیش از ۱۷ بار این رمان به فیلم سینمایی تبدیل شده است. کتاب دوازده صندلی یکی از مشهورترین کتاب‌های طنز در روسیه است. این رمان، که توسط ایلیا ایلف و یوگنی پتروف نوشته شده، با داستانی پرکشش و با طنزی عمیق به شوروی بعد از انقلاب اکتبر می‌پردازد. کتاب دوازده صندلی به حدی در میان مردم روسیه محبوب است که برخی از جملات و تکیه‌کلام‌های شخصیت اصلی آن به ضرب‌المثل تبدیل شده است.

## بازیگران
- ناتالیا وارلی
- نینا گربشکووا
- ناتالیا کراچکووسکایا
- کلارا رومیانوا
- گئورگی ویتسین
- نیکولای گورلف
- ساولی کراماروف
- یوری نیکولین
- گوتلیب رونینسون
- گریگوری اشپیگل
- ولادیمیر اتوش
- نیکولای پاژیتنف